# Step Across the Border
Step Across the Border ist ein experimenteller Dokumentarfilm von Nicolas Humbert und Werner Penzel aus dem Jahr 1990 über die Musik des britischen Multi-Instrumentalisten, Improvisators und Komponisten Fred Frith.

## Handlung
Der Film begleitet den Musiker Fred Frith über zwei Jahre auf seinen Reisen und Aufenthalten in Tokyo, Osaka, Kyoto (Japan), Verona (Italien), St. Remy de Provence (Frankreich), Leipzig (Deutschland), London und der Grafschaft Yorkshire (Vereinigtes Königreich), New York City (USA), Zürich und Bern (Schweiz). Er dokumentiert die Entstehung von Frith’ Improvisations-Musik, spontan im Alltag, auf Proben und Konzerten, allein oder mit Freunden und zahlreichen Mitmusikern. Eingestreut sind kurze Interviews mit Frith und Wegbegleitern.

## Produktion
Der Film wurde 1987 bis 1990 an Originalschauplätzen in Japan, Italien, Frankreich, Großbritannien, Deutschland und den USA auf 35 mm Schwarzweißfilm gedreht. Produziert wurde er von der deutschen CineNomad-Filmproduktion von Humbert und Wenzel sowie der schweizerischen Balzli & Cie des Produzenten Res Balzli.
Die Uraufführung fand am 14. Januar 1990 auf den 25. Solothurner Filmtagen statt, es folgte am 11. Februar die Präsentation im Forum des jungen Films auf der 40. Berlinale sowie zahlreiche weitere Festivalteilnahmen. Der Film startete 1990 in vielen europäischen Ländern sowie in Kanada, 1991 in Japan und 1992 in den USA.
Der Film erschien 1991 als VHS-Video und 2003 als DVD. Fred Frith veröffentlichte 1990 den gleichnamigen Soundtrack.

## Konzeption
Der Film verfolgt einen experimentellen Ansatz, um sich seinem Thema zu nähern. Tatsächlich erfährt man nur in kurzen Interviews ein wenig über Fred Frith, sein Leben und seine Auffassung von Musik; die weiteren, teils renommierten Protagonisten – Musiker und Interviewpartner – werden im Film selbst nicht vorgestellt, Orte und Musik nicht benannt. Es gibt keine nachvollziehbare Handlungsabfolge, die etwa einer Reiseroute oder einer erkennbaren Chronologie folgen würde. Der Film baut stattdessen auf einer assoziativen Bildmontage auf, die Frith als Teil eines globalen Netzwerkes aus Gleichgesinnten und Freunden zeigt, die in ihrer oft improvisierten Musik seine Offenheit gegenüber fremden musikalischen Einflüssen und oft auch aussermusikalischen Klängen und Geräuschen teilen.
Humbert und Wenzel bezeichnen ihren Film im Untertitel als „Celluloid Improvisation“, sie beschreiben ihre Arbeitsweise so:

„In Step Across the Border werden zwei künstlerische Ausdrucksformen, improvisierte Musik und Direct Cinema, miteinander verbunden. In beiden Formen zählt der Moment, das intuitive Gespür für das Geschehen im Raum. Musik und Film entstehen aus einer intensiven Wahrnehmung des Moments, nicht aus der Umsetzung eines vorgegebenen Plans. In der Improvisation offenbart sich der Plan erst am Ende. Man findet ihn.“

Das Filmteam versteht sich als (visuelle) „Band“, die auf die musikalischen Improvisationen reagiert und dazu spontane Bildideen entwickelt. Daraus werden in der Montage assoziative Räume zur Musik geschaffen, die durch den Ton zusammengehalten werden. Das Verhältnis von Bild und Ton ist ein fliessendes: der Ton der gezeigten musikalischen Performances beginnt oft schon als zunächst eigenständiger Filmton über den rahmenden Bildern, bevor er zum konkreten Ton der gezeigten musikalischen Handlung wird; umgekehrt werden auch die Klänge der Bildebene mit der Musik verschränkt.

## Kritiken
„In einem anspruchsvollen Bild-Ton-Geflecht, dessen Formprinzip sich an dem musikalischen Schaffen von Frith orientiert, werden Reisebilder, Gespräche, Konzertmitschnitte und andere optische ‚Fundstücke‘ zu einer der Musik adäquaten Collage verbunden.“

“Few films capture the intensity and thrill of improvised music as well as this award-winning 1990 documentary on the travels and travails of the musician/composer (and Bay Area resident) Fred Frith. […] Directors Humbert and Penzel match Frith’s impromptu, anything-can-be-art approach with an aesthetic that cherishes the unplanned and the anarchic over concrete narrative.”

“It is not just the story of an individual, but also an attempt to convey the character of an international musical community, of intertwined creative lives, and its sense of community is part of what makes the film inspiring – the sense that an artist’s total rejection of the rules of the market place hardly dooms him to the life a ‘lonely genius’, but rather puts him at the center of another, more interesting world.”

## Auszeichnungen
- Europäischer Filmpreis 1990 – Besondere Erwähnung
- Hessischer Filmpreis 1990
- Bundesfilmpreis 1991 – Nominierung
- Grand Prix International Images & Documents,  Figuera da Foz 1990
- Uppsala Filmkaja, Uppsala 1990 – Bester Dokumentarfilm
- Innovative Cinema Prize 1991
- Golden Gate Award, San Francisco 1991, Dokumentarfilm – Spezialpreis der Jury
- Qualitätsprämie EDI, Schweiz 1990
- FBW Prädikat – Besonders Wertvoll
- Ausgewählt für die Liste der 100 wichtigsten Filme der Filmgeschichte von den Kritikern der Cahiers du Cinema, Paris 2000